# Abu Hamza al-Masri

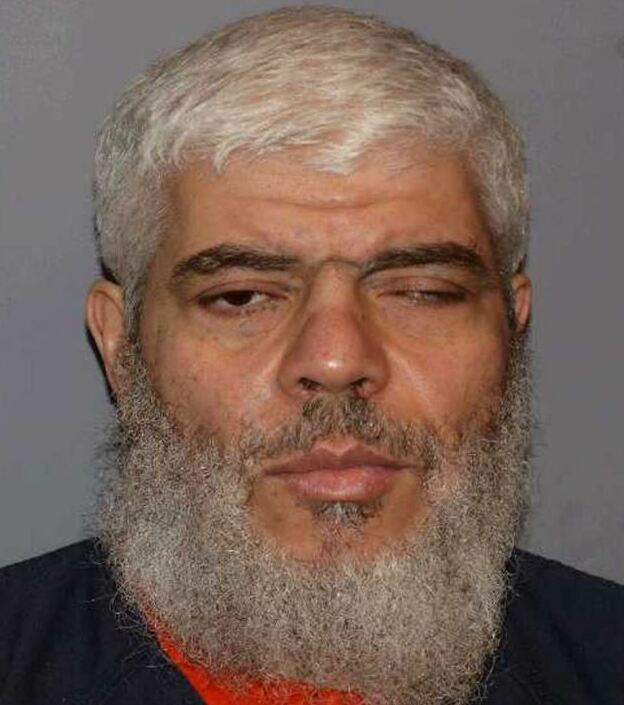
Abu Hamza al-Masri

Abu Hamza al-Masri (arabiska: أبو حمزة المصري), född 15 april 1958 i Alexandria, Egypten, är en radikal islamist som var predikant i moskén i Finsbury Park i norra London. Abu Hamza har offentligt uttryckt sitt stöd för al-Qaida och dess ledare Usama bin Ladin, och sagt att han är emot Storbritanniens involvering i Irakkriget. Han har också handgripligen försett al-Qaida med olika former av understöd och har dömts för kidnappning av människor i Jemen.  
Abu Hamza dömdes den 7 februari 2006 till sju års fängelse för bland annat uppvigling till mord och rashets. Han avtjänade sitt straff på HM Prison Belmarsh, i Thamesmead, London Borough of Greenwich, sydost om London.
Belmarsh är en säkerhetsanstalt avsedd för de farligaste och mest rymningsbenägna internerna.
År 2012 utlämnades Abu Hamza till USA, där han dömdes till livstids fängelse 2015 som skyldig på elva anklagelsepunkter till olika former av terroristbrott. Han avtjänar sitt straff på ett högsäkerhetsfängelse i Colorado.